# Autoploïdie
Autoploïde is een gemuteerd genoom waarbij alle chromosomen van dezelfde herkomst zijn, bijvoorbeeld van dezelfde plant. Dit in tegenstelling tot alloploïdie, waarbij niet alle chromosomen van dezelfde herkomst zijn, dus een deel van de chromosomen van de ene soort, en een deel van een andere. Auto(poly)ploïdie en allo(poly)ploïdie zijn genoommutaties. Autoploïde treedt veel op bij planten.

## Inleiding
Een autoploïde tetraploïde plant wordt een autotetraploïde genoemd. Er zijn ook autotriploïde, autohexaploïde en autooctoploïde planten: de aardappel is een autotetraploïd en heeft 2n = 48 chromosomen en ook arabica koffie (Coffea arabica) is autotetraploïd.

## Teelt
In de plantenteelt is gebleken dat autopolyploïden wat slechter groeien en minder vruchtbaar zijn. De pollenbuis groeit ook langzamer dan bij diploïden (certatie).
Autopolyploïden kunnen spontaan ontstaan of kunstmatig met behulp van colchicine geïnduceerd worden. In de landbouw hebben polyploïden voordelen omdat de oogstbare organen groter uitgroeien.